# Acraea illuminata
Acraea illuminata är en fjärilsart som beskrevs av Van Son 1963. Acraea illuminata ingår i släktet Acraea och familjen praktfjärilar. Inga underarter finns listade i Catalogue of Life.